# Ficus burtt-davyi
Ficus burtt-davyi är en mullbärsväxtart som beskrevs av John Hutchinson. Ficus burtt-davyi ingår i släktet fikonsläktet, och familjen mullbärsväxter. Inga underarter finns listade i Catalogue of Life.

## Bildgalleri

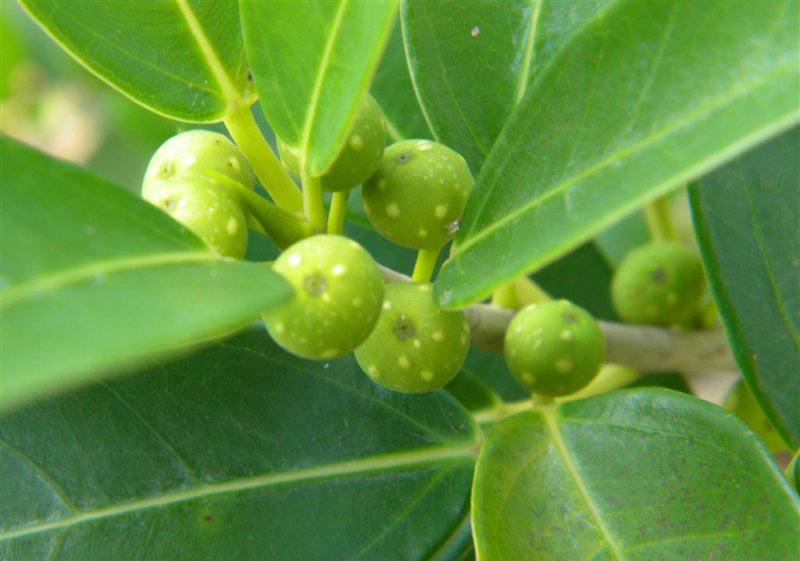
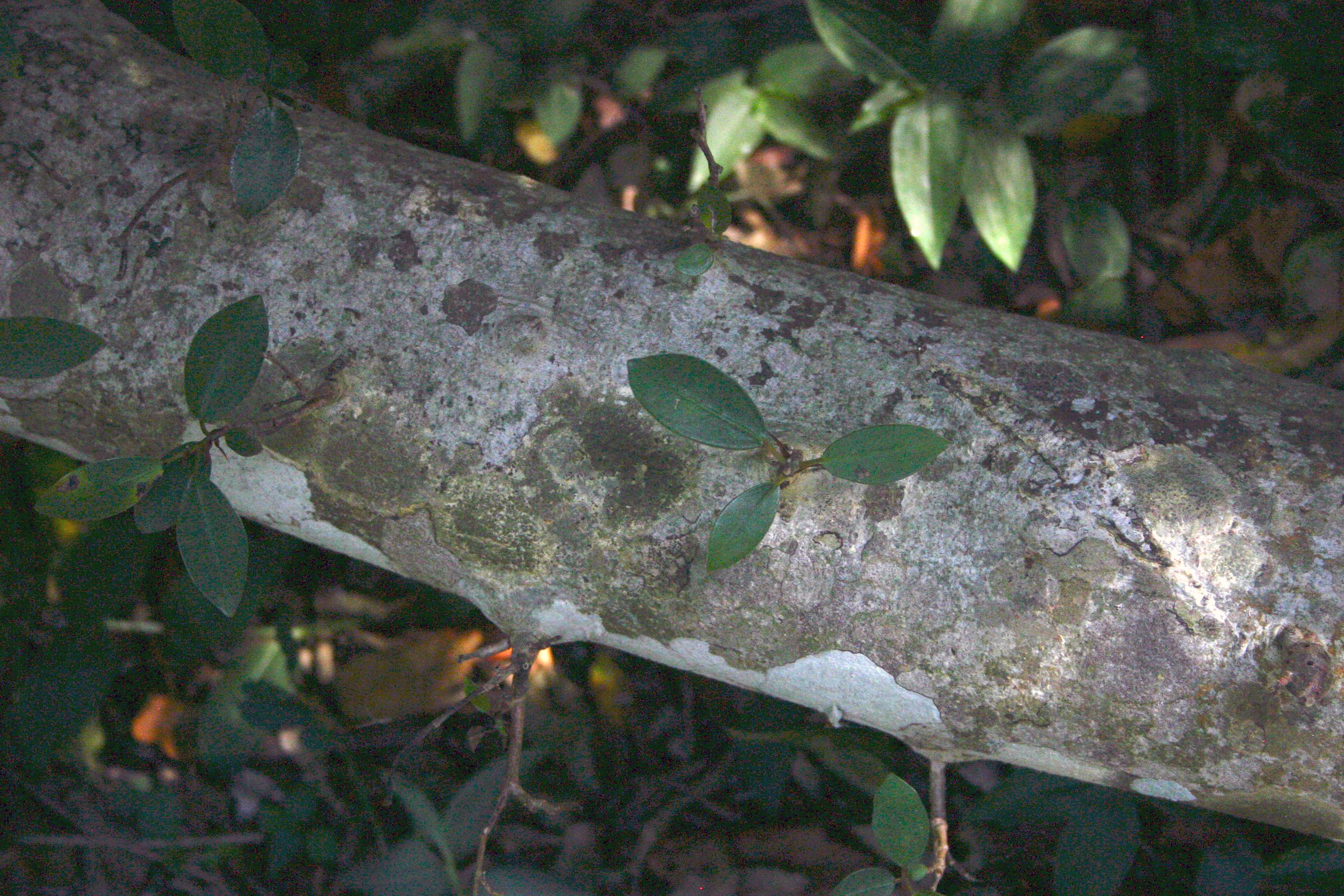
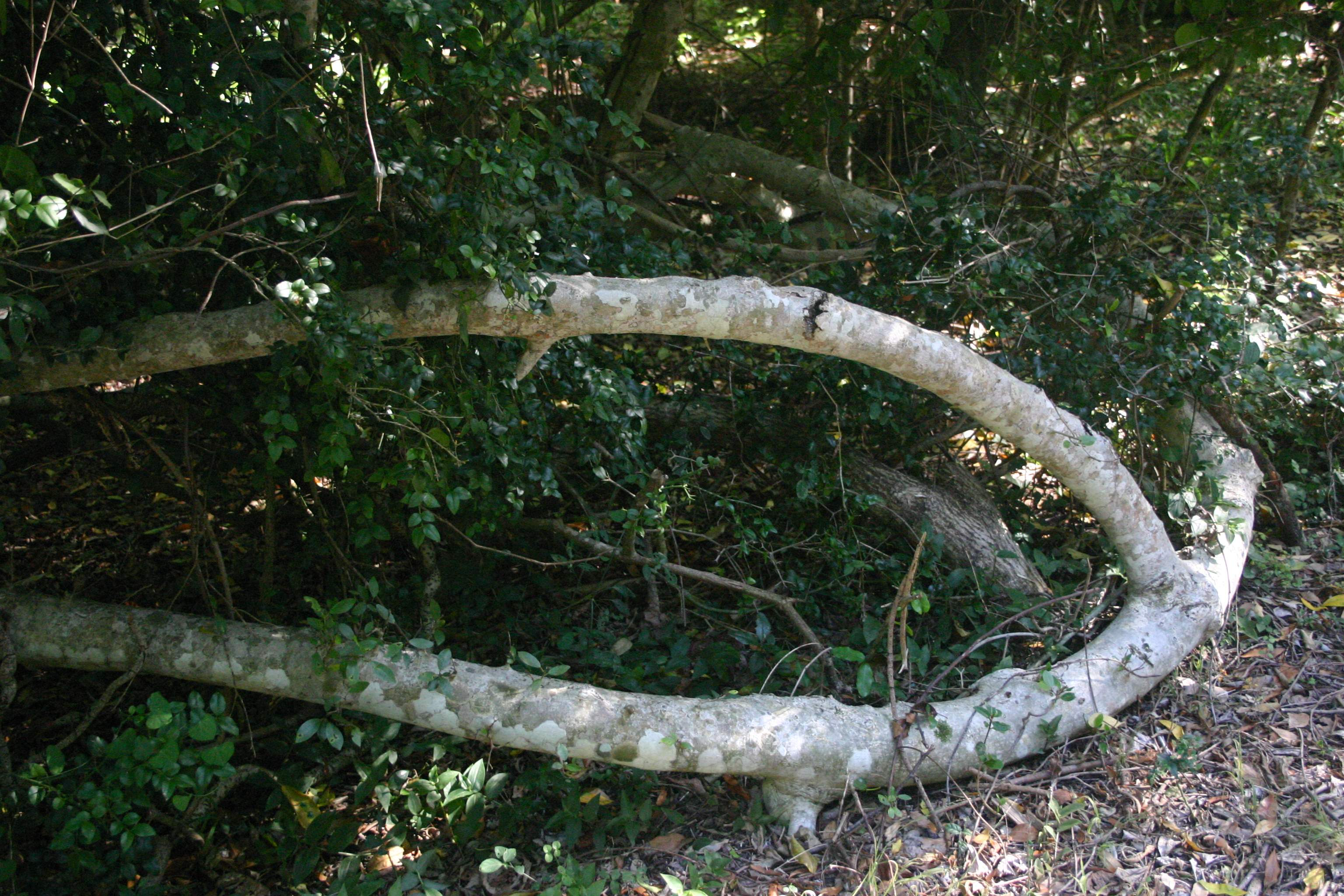